# کشتی مین‌جمع‌کن کلاس دنس
کشتی مین‌ جمع‌کن کلاس دنس (به انگلیسی: Dance-class minesweeper) یک کلاس از کشتی است که طول آن ۱۳۰ فوت (۴۰ متر) می‌باشد.